# 原雅
原 雅（はら まさし、1980年5月25日 - ）は、MIRAIプロダクションに所属する俳優。2010年10月にバーニング養成所に入所し、MIRAIプロダクションに所属。
劇団新世界の主宰を務め、脚本・演出も務めている。趣味は登山・読書・お菓子作り。特技は料理・掃除・謎解き。

## 出演

### 映画
- 2012年「デイズ 私がアイツになった時…」
- 2012年「バトルαソクラテス パーティ&party!」
- 2013年「あの日、ぼくらの大脱走」
- 2014年「レプリカント・イブ」
- 2015年「サンタクロースズ」
- 2016年「プラシーボ」

### 舞台
- 「少女都市からの呼び声」
- 「動物園が消えた日」
- 「ひかり」劇団新世界 代表
- 「ほしぞら」劇団新世界 代表
- 「かなりや」劇団新世界 代表
- 「木憶」劇団新世界 代表

### テレビ
- 「中学生日記」NHK